# Johann Wolfgang Friedrich Bönneken
Johann Wolfgang Friedrich Bönneken (auch Bönnecken, * 4. Januar 1706 in Hopfgarten; † 25. Dezember 1769 in Schweinfurt) war ein deutscher Mediziner.

## Leben
Johann Wolfgang Friedrich Bönneken studierte an der Universität Erfurt Medizin. 1728 wurde er in Erfurt promoviert. Anschließend war er Arzt in Wesel, dann Garnisonsarzt in Arnheim und Physicus in Rees. Danach wurde er Arzt in Wertheim sowie Hofrat und Leibarzt des Fürsten von Löwenstein-Wertheim. Zuletzt wirkte er als Physicus und später auch als Ratsherr in Schweinfurt.
Am 8. Juli 1741 wurde er mit dem akademischen Beinamen Bassus II. unter der Matrikel-Nr. 515 als Mitglied in die Leopoldina aufgenommen.

## Schriften
- Diss. inaug. med. sistens melancholiam, vulgo die Schwermüthigkeit. Erfurt 1728 (Digitalisat)